# Der Faschingskönig
Der Faschingskönig ist ein deutsch-dänischer Stummfilm aus dem Jahre 1928. Unter der Regie von Georg Jacoby spielen Elga Brink, Henry Edwards und Miles Mander die Hauptrollen. Der Geschichte liegt der Roman „The Joker“ von Noe Scott zugrunde.

## Handlung
Karneval in Nizza. Zu dieser Zeit ereignet sich ein Autounfall bei dem ein Unbekannter schwer verletzt wird. Ehe er an den Folgen verstirbt lässt der Mann einen Notar zu sich kommen und übergibt ihm seine Brieftasche und ein Medaillon mit einem Frauenkopf. Beide Gegenstände, so lautet sein letzter Wille, solle der Notar, der zwielichtige Mr. Borwick, vernichten. Doch der denkt gar nicht daran. In der Annahme, dass es bei der Auswertung der beiden Gegenstände etwas zu holen gibt, kramt Borwick in der Brieftasche herum und findet mehrere Liebesbriefe. Bei dem Porträt des Medaillons, so findet der verkommene Anwalt heraus, handelt es sich um eine gewisse Lady Powder, die Gattin eines reichen Briten, der hier als Generalkonsul tätig ist. Um aus diesen Erkenntnissen Profit schlagen zu können, sucht Borwick die Bekanntschaft mit Lady Cecilie Powder und will sie damit erpressen. Die verheiratete Upper-Class-Dame hat großes Interesse daran, dass die Liebesbriefe ihres Ex-Lovers, dem Verstorbenen, niemals ans Licht der Öffentlichkeit kommen.
Cecile weiht ihre jüngere Schwester Gill in die Angelegenheit ein. Die kämpferische Gill nimmt sich vor, dem gemeinen Erpresser das Handwerk zu legen. Dabei bekommt sie unerwartete Schützenhilfe von einem gewissen Mr. Carstairs, einem jungen Engländer, der der Spielleidenschaft frönt. Da er stets zu gewinnen scheint und auch sonst ein sehr offensiver und bestimmender Typ ist, nennen ihn seine Freunde nur kurz „den Joker“. Gill und der Joker lernen sich im Karnevalstreiben von Nizza kennen, und Gill hält ihn zunächst für einen Komplizen Borwicks. Als Gill durch ihre Aktivitäten zum Schutz und zur Rettung ihrer Schwester in eine gefährliche Situation gerät, kann jedoch ausgerechnet der Joker in seiner Kostümierung als Faschingskönig zu Hilfe eilen und retten. Beide knöpfen dem Schurken die kompromittierenden Liebesbriefe ab und vernichten sie. Der Erpresser Borwick wird der Polizei übergeben.

## Produktionsnotizen
Der Faschingskönig entstand zwischen dem 21. Dezember 1927 und dem 10. Januar 1928 im Grunewald-Atelier von Berlin, die Außenaufnahmen wurden in Nizza angefertigt. Der Film passierte am 21. März 1928 die Zensur und wurde am 29. März desselben Jahres in Berlins Beba-Palast Atrium erstaufgeführt. Zuvor feierte Der Faschingskönig am 10. März 1928 in Kopenhagen Weltpremiere. Der Film besaß sieben Akte, verteilt auf 2866 Metern Länge. Ein Jugendverbot wurde ausgesprochen.
Willi A. Herrmann entwarf die Filmbauten.